# Tierra y Libertad
Pour les articles qui comportent les mêmes termes en langue étrangère, voir Terre et Liberté et Land and Freedom.
Tierra y Libertad, à l'origine supplément de La Revista Blanca, est une revue théorique périodique espagnole, publiée par la Fédération anarchiste ibérique de 1930 à 1939. Elle prend son autonomie à partir du 25 janvier 1902. Elle reprend en titre, un mot d'ordre célèbre du libertaire mexicain Ricardo Flores Magón.

## Historique

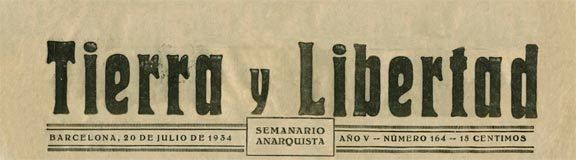
Tierra y Libertad, du 20 juillet 1934 à Barcelone.

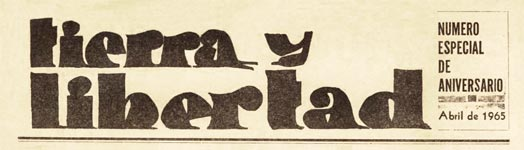
Tierra y Libertad, en avril 1965 au Mexique.

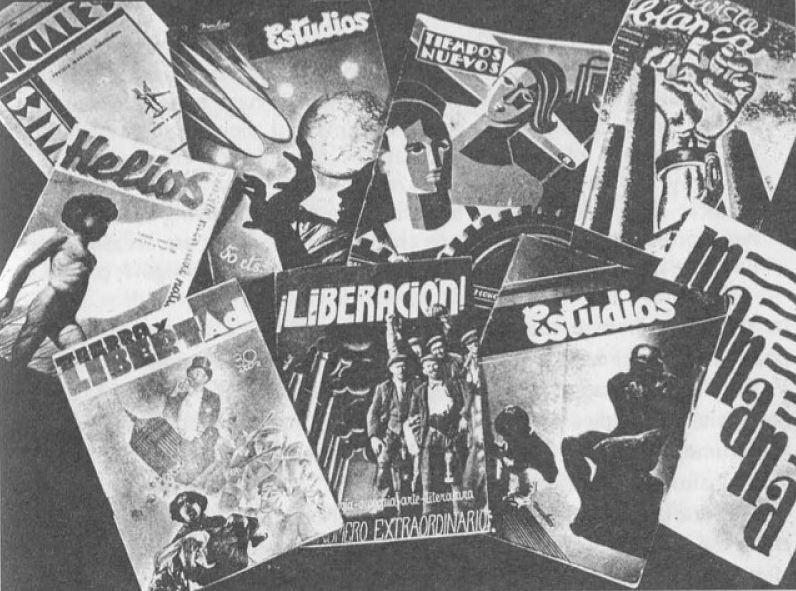
La presse a joué un rôle important dans la diffusion des idées libertaires en Espagne : un échantillon de publications associées à la CNT et à la FAI.

Le titre Tierra y Libertad apparait pour la première fois entre le 2 juin 1888 et 6 juillet 1889 à Gràcia (Catalogne) où 23 numéros sont publiés.
Le 20 mai 1899, sortie à Madrid par Federico Urales du premier numéro d'un supplément sous ce titre de La Revista Blanca.
Hebdomadaire, il devient autonome à partir du 25 janvier 1902, sous le nom définitif de Tierra y Libertad.
Interdit après la Semaine tragique de Barcelone de 1909, il est un temps publié à Nice, en France, par José Estivalis.
Le journal réapparait en 1923 à Barcelone, puis de mai 1930 à 1939 où il est alors l'organe de la Fédération anarchiste ibérique, et porte à partir d'avril 1931, le sous-titre « Organo de la revolución social de España ». Parmi les directeurs de publication : Juan Manuel Molina Mateo.
Sa nouvelle formule de 1977 lui donne une périodicité mensuelle, alors que, dans les époques antérieures, il fut successivement le supplément d'une autre revue chaque quinzaine, puis un hebdomadaire, et enfin un quotidien au cours de la Révolution sociale espagnole de 1936.

### Mexique
Le 25 juin 1944, un journal portant ce nom est publié à Mexico par des anarchistes espagnols en exil.

## Dans la fiction
Le titre de ce journal, influent dans les milieux anarchistes espagnols dans les années 1930 et notamment pendant la guerre d'Espagne, a inspiré à Ken Loach le titre de son film Land and Freedom. Ce choix a été influencé par le fait que ce film se déroule dans les brigades du POUM, proches de la Confédération nationale du travail qui combattaient le franquisme entre 1936 et 1939.

### Notices
- L'Éphéméride anarchiste : notice.